# Salinas (Bolívar)

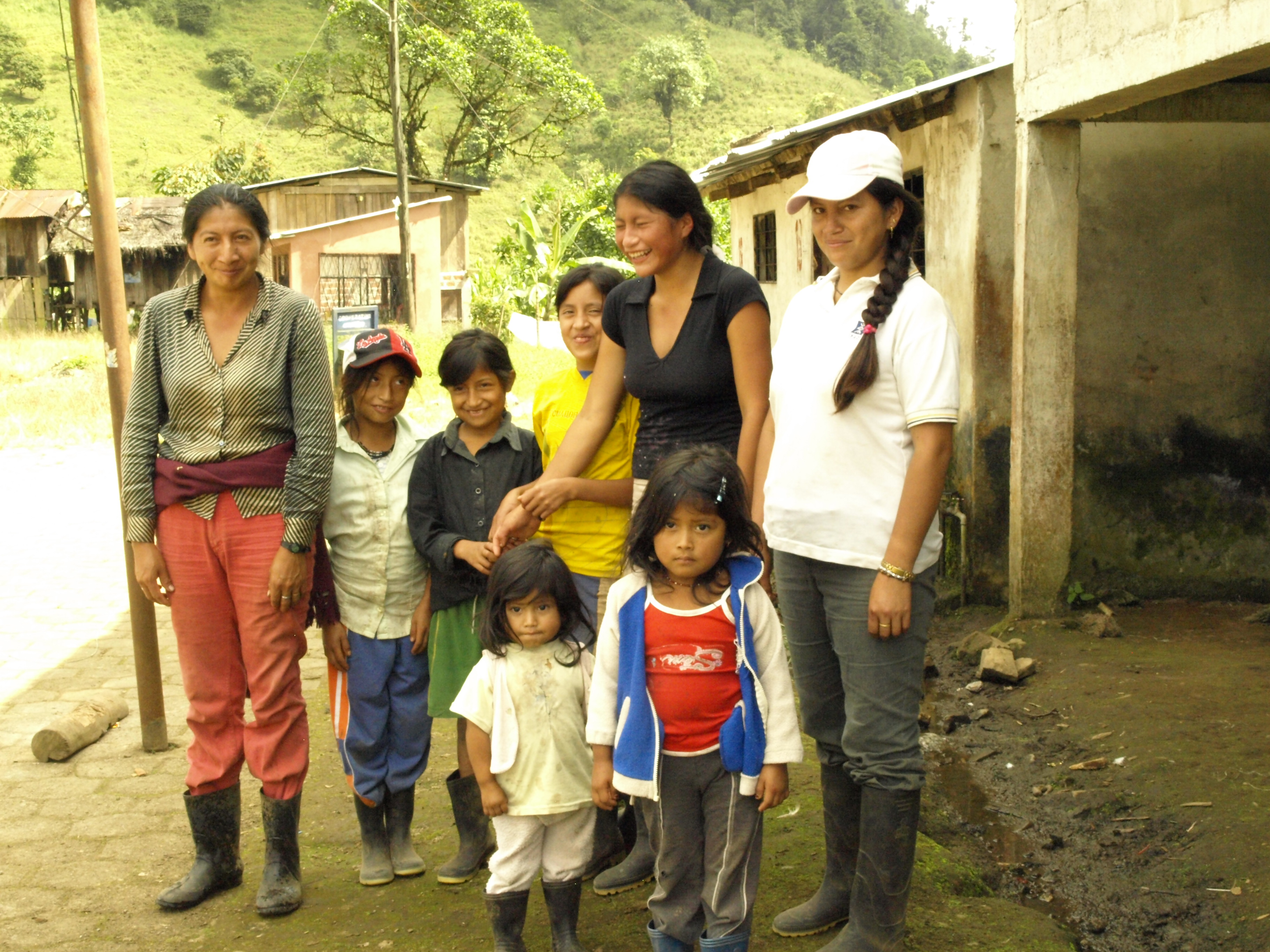

Salinas, auch Salinas de Tomabelas oder Salinas de Bolívar oder Salinas de Guaranda, ist eine Ortschaft und eine Parroquia rural („ländliches Kirchspiel“) im Kanton Guaranda der ecuadorianischen Provinz Bolívar. Die Parroquia besitzt eine Fläche von 469,6 km². Die Einwohnerzahl lag im Jahr 2010 bei 5821. Für das Jahr 2014 wurde eine Einwohnerzahl von 7262 berechnet. Die Bevölkerung besteht aus 57 Prozent Mestizen und aus 39 Prozent Indigenen.

## Lage
Die Parroquia Salinas liegt in der Cordillera Occidental im zentralen Norden der Provinz Bolívar. Der Río Salinas, ein Zufluss des Río Chimbo, entwässert den Ostrand der Parroquia nach Süden. Das restliche Areal wird über den Río Suquibi, Nebenfluss des Río Umbe, sowie Río Oncebí und Río Sibimbe nach Westen entwässert. Der 3550 m hoch gelegene Hauptort befindet sich knapp 21 km nördlich der Provinzhauptstadt Guaranda.
Die Parroquia Salinas grenzt im Nordwesten an den Kanton Las Naves, im Norden an die Parroquias San Luis de Pambil, Facundo Vela und Simiatug, im Osten an die Provinz Tungurahua mit der Parroquia Pilahuín (Kanton Ambato), im Süden an das Municipio von Guaranda sowie im Westen an den Kanton Echeandía.

## Orte und Siedlungen
In der Parroquia gibt es 31 Comunidades und andere Bevölkerungszentren (centros poblados).

## Geschichte
Die Parroquia Salinas wurde am 29. Mai 1884 gegründet. Der Name leitet sich von den Salzminen in der Gegend ab.